# Hodoșa
Hodoșa (in ungherese Székelyhodos) è un comune della Romania di 1368 abitanti, ubicato nel distretto di Mureș, nella regione storica della Transilvania. 
Il comune è formato dall'unione di 4 villaggi: Hodoșa, Ihod, Isla, Sâmbriaș.